# Minecraft - Volume Beta
Minecraft - Volume Beta è il diciottesimo album del musicista tedesco Daniel Rosenfeld (alias C418) nonché la seconda colonna sonora ufficiale di Minecraft, pubblicato su Bandcamp.com ed iTunes  il 9 novembre 2013. L'album include 30 tracce dalla durata di circa 141 minuti. Varie tracce sono state aggiunte in un aggiornamento del gioco, avvenuto a metà novembre, altre sono invece i brani dei dischi del jukebox, non presenti nel Volume Alpha. Vi sono inoltre pezzi ispirati dall'atmosfera del gioco.
C418 parla così del suo ultimo disco:
(C418)

## Analisi
L'album si presenta più sperimentale ed ambient rispetto al precedente Volume Alpha, alternando brani ritmati arricchiti dal pianoforte ad altri dark ambient e puramente d'atmosfera. La maggior parte dei pezzi è inoltre formata da una piccola suite che unisce e mixa frammenti musicali di pochi secondi in lunghe canzoni superiori ai 5 minuti. Il disco è quindi molto vario ed abbraccia molti stili musicali.

## Tracce
Tutti i brani sono composti, eseguiti e prodotti da Daniel Rosenfeld.
1. Ki – 1:32
2. Alpha – 10:03
3. Dead Voxel – 4:56
4. Blind Spots – 5:32
5. Flake – 2:50
6. Moog City 2 – 3:00
7. Concrete Halls – 4:14
8. Biome Fest – 6:18
9. Mutation – 3:05
10. Haunt Muskie – 6:01
11. Warmth – 3:59
12. Floating Trees – 4:04
13. Aria Math – 5:10
14. Kyoto – 4:09
15. Ballad of the Cats – 4:35
16. Taswell – 8:35
17. Beginning 2 – 2:56
18. Dreiton – 8:17
19. The End – 15:04
20. Chirp – 3:06
21. Wait – 3:54
22. Mellohi – 1:38
23. Stal – 2:32
24. Strad – 3:08
25. Eleven – 1:11
26. Ward – 4:18
27. Mall – 3:43
28. Blocks – 5:12
29. Far – 3:12
30. Intro – 4:36

Durata totale: 140:50